# Live in Cook County Jail
| 전문가 평가                   | 전문가 평가 |
| 평가 점수                     | 평가 점수   |
| 출처                          | 점수        |
| ----------------------------- | ----------- |
| AllMusic                      | [ 1 ]       |
| Christgau's Record Guide      | A–          |
| MusicHound Rock               | 4/5         |
| The Rolling Stone Album Guide | [ 4 ]       |

《Live in Cook County Jail》은 1970년 9월 10일, 시카고 쿡 카운티 교도소에서 녹음된 미국의 블루스 음악가 B.B. 킹의 1971년 라이브 음반이다. 교도소장 윈스턴 무어의 요청에 따라 킹과 그의 밴드는 2,117명의 수감자들을 위해 공연했는데, 그들 대부분은 젊은 흑인이었다. 킹의 세트리스트는 대부분 그의 경력 초기에 히트했던 느린 블루스 곡들로 구성되었다. 킹이 ABC 레코드에 공연에 대해 이야기했을 때, 그는 기자들과 녹음 장비를 가지고 오라는 권고를 받았다.
《Live in Cook County Jail》은 빌보드 200 차트에서 33주를 보냈고, 그 곳에서 25위로 정점을 찍었다. 그것은 또한 킹의 유일한 음반인 톱 R&B 차트에서 1위에 올랐다. 평론가들의 호평과 함께 《Live in Cook County Jail》을 둘러싼 언론도 상당 부분 교도소의 가혹한 생활환경에 초점을 맞췄고, 결국 개혁으로 이어졌다.
《Live in Cook County Jail》은 계속해서 킹의 베스트 음반 중 하나로 찬사를 받고 있지만, 비평가들은 종종 1965년 《Live at the Regal》에 찬성하여 간과하곤 한다. 《롤링 스톤》은 《Live in Cook County Jail》을 역사상 가장 위대한 음반 500장 중 499위로 선정했으며, 2002년에는 블루스 명예의 전당에 헌액되었다. 쿡 카운티 교도소에서의 공연은 평생 감옥에서 무료 콘서트를 계속했을 뿐만 아니라 재소자 재활과 레크리에이션의 선진화를 위한 재단을 공동 설립한 킹에게 깊은 영향을 끼쳤다.

## 배경
쿡 카운티 교도소의 소장 윈스턴 무어는 1970년 시카고 나이트클럽 미스터 켈리스 공연을 마치고 킹에게 접근해 교도소에서 죄수들을 위해 공연해달라고 요청했다. 킹이 회상했듯이, "그는 나에게 '미스터 켈리스에게는 처음 있는 일이고 이쪽의 흑인으로서도 처음 있는 일이니, 우리 둘 다 모여서 다른 일을 먼저 해서 죄수들을 위해 연주하도록 하는 것이 어떻겠습니까?'라고 말했습니다. 그렇게 된 거예요." 킹은 이에 동의했고, 정치인 제리 버틀러 (전 임프레션스 가수)는 교도소에서 특별한 무료 콘서트를 준비하는 것을 도왔다. 조니 캐시의 《At Folsom Prison》에서 알 수 있듯이, 이 무렵 교도소 콘서트 녹음은 인기를 얻고 있었다. 전기 작가 세바스찬 단친은 이 공연이 이 열풍을 이용해 돈을 벌기 위한 것이 아니라 희망을 전하는 것이라고 말했다. 단친은 "죄수들은 킹의 방문을 그들의 인간성을 완전히 인정하는 것으로 보았다"고 썼다.
킹이 자신의 음반사인 ABC 레코드에 쿡 카운티 교도소에서 공연할 것이라고 말하자, 레이블 경영진들은 그에게 언론과 녹음 장비를 가져오라고 말했다. 킹과 그의 백 밴드는 교도소를 개인화된 투어를 받았고, 지저분한 복도와 감방 복도를 통해 옮겨졌다. 음악가들은 교도소를 걷는 동안 불편함을 느꼈고, 피아니스트 론 레비는 죄수들의 시선을 "놀랄 정도로 공허하다"고 묘사했다. 음악가들은 안마당에 작은 무대가 주어졌고 죄수들에게는 수백 개의 접는 의자가 주어졌다.
1970년 9월 10일, 오후 《Live in Cook County Jail》이 녹음되었다. 킹의 백 밴드는 피아노의 레비, 트럼펫의 존 브라우닝, 테너 색소폰의 루이스 휴버트, 알토 색소폰의 브룩 워커, 베이스 기타의 윌버트 프리먼, 드럼의 소니 프리먼으로 구성되었다. 군중들은 2,117명의 죄수들로 구성되었고, 그들은 공연을 끝까지 해야 했다. 춤을 추고자 하는 죄수들은 마당 뒤쪽으로 서 있는 것이 허락되었다. 수감자들의 약 80%가 이 공연에 참석했고 나머지는 감방에 머물렀다. 킹은 포로들의 70~75%가 흑인이나 다른 소수민족이며, 10대 후반이나 20대 초반이라고 추정했다. 교도소 관계자들은 이 행사를 위해 주로 은퇴한 권투선수들을 위한 추가 경비를 고용했다.

## 구성 및 녹음
《Live in Cook County Jail》은 여성 간부가 교도소 행정 조직원을 소개하는 내용으로 나온다. 가벼운 박수 소리가 빠르게 이어지며 큰 야유가 쏟아진다. 이 관계자는 킹과 그의 백 밴드를 소개하는데, 그는 〈Every Day I Have the Blues〉의 짧고 빠른 템포를 연주하기 시작한다. 《Live in Cook County Jail》의 나머지 세트리스트는 이별과 외로움을 서정적으로 주제로 한 느린 블루스 트랙을 특징으로 한다. 킹은 가끔 관객들과 대화를 나누는데, 〈Worry, Worry, Worry〉에서, 청중들에게 남자와 여자는 신의 선물이라고 말한다. 전기 작가 데이비드 맥기는 이 대화들을 "전파주의자나 설교자로서의 전형적인 블루스맨"이라고 묘사한다.
《Live in Cook County Jail》의 세트리스트는 킹의 1950년대 이후 라이브 레퍼토리에 있던 초기 히트곡들을 선호한다. 〈3 O'Clock Blues〉, 〈Darlin' You Know I Love You〉 그리고 〈Every Day I Have the Blues〉는 그의 경력 초기에 중요한 히트를 쳤으며, 〈Please Accept My Love〉, 〈Worry, Worry, Worry〉, 〈Sweet Sixteen〉은 1958년~1960년 작이다. 1969년의 유일한 컨템포러리 노래인 〈The Thrill Is Gone〉은 최근 몇 년 동안 킹의 가장 큰 히트곡 중 하나가 되었다. 작가 울리히 아델트는 주로 흑인 관객들로부터 향수를 불러일으키기 위해 이 세트리스트를 선택했다고 믿는다. 공연을 녹화하기 위해 프로듀서 빌 심칙은 로케이션 레코더라는 회사의 소유주인 애런 배런을 고용해 원격 트럭에서 쇼를 녹화했다. 그러자 배런은 심칙에게 테이프를 섞으라고 주었다.

## 곡 목록
| #  | 제목                           | 작사·작곡                    | 재생 시간 |
| -- | ------------------------------ | ---------------------------- | --------- |
| 1. | 〈Introductions〉              |                              | 1:50      |
| 2. | 〈Every Day I Have the Blues〉 | 멤피스 슬림                  | 1:43      |
| 3. | 〈How Blue Can You Get?〉      | 제인 페더                    | 5:09      |
| 4. | 〈Worry, Worry, Worry〉        | 데이비스 플럼버, 줄스 타우브 | 9:57      |

| #  | 제목                                                    | 작사·작곡            | 재생 시간 |
| -- | ------------------------------------------------------- | -------------------- | --------- |
| 1. | 〈Medley: 3 O'Clock Blues/Darlin' You Know I Love You〉 | 타우브, B.B. 킹      | 6:15      |
| 2. | 〈Sweet Sixteen〉                                       | 조 조세아, 킹        | 4:20      |
| 3. | 〈The Thrill Is Gone〉                                  | 릭 다넬, 로이 호킨스 | 5:31      |
| 4. | 〈Please Accept My Love〉                               | 킹, 샘 링            | 4:02      |